# パルワーンの戦い
パルワーンの戦い（英：Battle of Parwan）は、1221年にカーブルの近郊パルワーンでシギ・クトク率いるモンゴル帝国軍とジャラールッディーン率いるホラズム・シャー朝軍との間で行われた戦い。チンギス・カンの西征においてモンゴル軍が唯一敗れた戦いでありアイン・ジャールートの戦い以前に西アジア方面においてモンゴル軍が唯一敗れた戦いでもある。
1219年に始まったチンギス・カンの西征ではホラズム軍はほとんどなすすべもなく各個撃破され、国王であるアラーウッディーン・ムハンマドも首都であるサマルカンドから逃走し、ホラズム・シャー朝は事実上瓦解した。ムハンマドがカスピ海のほとりの小島で死ぬと、ジャラールッディーンがスルターンに即位した。
ジャラールッディーンはモンゴル軍に反撃を試みようと、3万の兵を集めモンゴル軍の動きを窺っていた。一方モンゴル軍はシギ・クトクがカーブルの近郊でジャラールッディーンの動きを監視していたが、そのうちの一隊がパルワーンでジャラールッディーンの軍とぶつかった。武人というよりは文官に近いシギ・クトクは偽装工作などの対策を行ったが、なすすべもなく敗れてしまった。
モンゴル軍内において、純粋なモンゴル兵はそれほど多くはないため、モンゴル軍の戦法は基本的に味方の損害を避けるやり方が多く、この大敗はモンゴル軍に衝撃を与えたとされる。もっとも、シギ・クトクがチンギス・カンの生母ホエルンの養子であったこともあって、処分はチンギス・カンの叱責程度で終わった。
一方のジャラールッディーンも軍内で戦利品である馬の分配を巡って争いがおこり、この勝利を活かすことができなかった。その上この知らせを聞いたチンギス・カンが本隊を率いて南下してきたため各地で破られ、ジャラールッディーンはインド方面に逃げることとなる。